# 洛尼莱欧邦通
洛尼莱欧邦通（法語：Logny-lès-Aubenton）是法国皮卡第大区埃纳省的一个市镇，属于韦尔万区欧邦通县。该市镇2009年时的人口为74人。

## 人口
洛尼莱欧邦通人口变化图示
| 数据来源：INSEE |